# لنگهام پلیس نیویورک

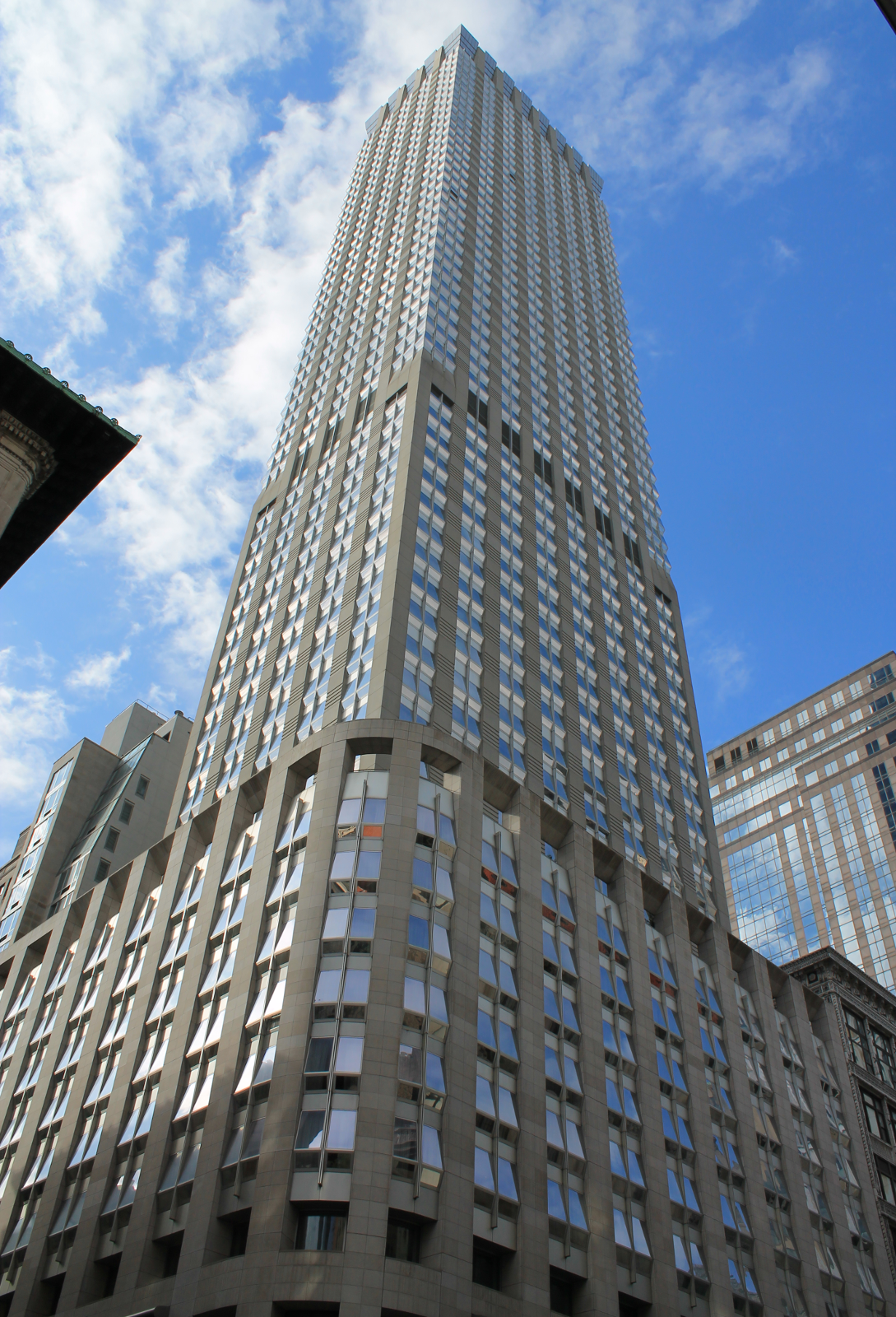
برج لنگهام پلیس نیویورک

لنگهام پلیس نیویورک یک آسمان‌خراش واقع در ایالت نیویورک، ایالات متحده آمریکا می‌باشد. ساخت و ساز این ساختمان ۲۰۰۸ شروع شد و ۲۰۱۰ به پایان رسید. تعداد طبقاتش ۵۷ است.